# Heerlijkheid Hardenberg
Hardenberg was een onderheerlijkheid binnen het het hertogdom Berg.
De heren van Hardenberg worden voor het eerst in 1145 vermeld en bewoonden een burcht tussen Neviges en Tönisheide. Ze verlieten de burcht in de dertiende eeuw na de bouw van de waterburcht Hardenberg ten noorden van Neviges.
In 1354 verkocht Hendrik van Hardenberg de burcht en de heerlijkheid aan het graafschap Berg. Hardenberg werd een ambt van Berg en werd meermalen verpand. In 1496 loste ambtman Bertram van Gevertzheim de laatste verpanding in en werd door hertog Willem III van Gulik-Berg met slot en ambt Hardenberg als een onderheerlijkheid van Berg beleend.
In 1515 werd de heerlijkheid geërfd door Lodewijk van Bernsau. Zijn zoon Willem I (overleden 1597) hief de lijfeigenschap in Hardenberg op. Zijn opvolger Willem II huwde de gereformeerde gravin Magdalena van Daun-Falkenstein en voerde de reformatie in. De kleinzoon Johan Sigismund huwde de katholieke vrijvrouwe Anna van Asbeck te Achterberg en keerde in 1649 tot het katholicisme terug.
In 1697 kwam de onderheerlijkheid door een huwelijk aan de vrijheren van Wendt.
Hoewel de heerlijkheid niet rijksvrij was, wordt ze toch vermeld in artikel 24 van de Rijnbondakte van 12 juli 1806. De heerlijkheid wordt daar geplaatst onder de soevereiniteit van het groothertogdom Berg.